# Selim
Salim (Salīm bzw. Sālim) oder Selim ist ein männlicher Vorname.

## Bedeutung
Salīm (arabisch سليم) ist arabischer Herkunft und bedeutet als Adjektiv „wohlbehalten, gesund, makellos, heil“ usw. Die gleichbedeutende türkische Form ist Selim. Die weibliche Form lautet arabisch Salīma oder türkisch/albanisch Selime.

## Namensträger

### Vorname Salim
- Salim Alafenisch (* 1948), palästinensischer Schriftsteller
- Salim Bachi (* 1971), algerisch-französischer Schriftsteller
- Salim Barakat (* 1951), syrisch-kurdischer Schriftsteller
- Salim Cavunt (* 1926), türkischer Fußballspieler und -trainer
- Salim Chartouni (* 1973), mexikanischer Fußballspieler und Sportreporter
- Salim Chishti (* 1479 oder 1480; † 1572), Sufi des islamischen Chishtiyya-Ordens
- Salim Ghazal (1931–2011), Bischof der Melkitischen Griechisch-Katholischen Kirche in Antiochien
- Salim Javaid (* 1991), tschechischer Saxophonist (Sopran-, Alt-, Tenor- und Baritonsaxophon)
- Salim Joubran (1947–2024), arabischstämmiger israelischer Richter
- Salim S. Abdool Karim (* 1960), südafrikanischer Epidemiologe und Spezialist für Infektionskrankheiten
- Salim Kechiouche (* 1979), französischer Schauspieler
- Salim Kemal (1948–1999), indisch-britischer Philosoph und Philosophiehistoriker
- Salim Khelifi (* 1994), Schweizer Fußballspieler tunesischer Herkunft
- Salim Ghazi Saeedi (* 1981), iranischer Komponist und Gitarrist
- Salim Ahmed Salim (* 1942), tansanischer Politiker und Diplomat
- Salim Salimow (* 1982), bulgarischer Boxer (Halbfliegengewicht)
- Salim Samatou (* 1996), in Deutschland lebender marokkanisch-indischer Stand-up-Komiker
- Salim Sdiri (* 1978), französischer Leichtathlet
- Salim Washington (* 1958), amerikanischer Jazzmusiker (Tenorsaxophon, Flöte, Oboe, Komposition) und Kulturhistoriker
- Salim Yusuf (* 1952), kanadischer Epidemiologe und Kardiologe

### Familienname Salim
- Abdel Gadir Salim (* 195*), sudanesischer Musiker
- Agus Salim (1884–1954), indonesischer Politiker
- Ahmed Khatab Salim (* 1922), US-amerikanischer Jazz-Saxophonist
- Buschiri bin Salim (19. Jahrhundert), Aufständischer in Sansibar
- Dar Salim (* 1977), dänischer Schauspieler
- Ezzedine Salim (1943–2004), irakischer Politiker
- Mamduh Muhammad Salim (1918–1988), ägyptischer Politiker und General
- Salim Ahmed Salim (* 1942), tansanischer Diplomat und Politiker

### Herrschername Selim
- Selim (1569–1627), Moghulenherrscher, der sich Jahangir nannte
- Selim I. (1465–1521), Sultan und Kalif
- Selim II. (1524–1574), Sultan und Kalif
- Selim III. (1762–1808), Sultan und Kalif
- Selim I. Giray (vor 1671–1704), Khan der Krim
- Salim ibn Thuwaini († 1876), Sultan

### Vorname Selim/Sélim
- Sélim Abou (1928–2018), libanesischer Jesuit, Historiker, Linguist und Philosoph
- Selim Aydemir (* 1990), deutsch-türkischer Fußballspieler
- Selim Bayraktar (* 1975), türkischer Schauspieler
- Selim Benachour (* 1981), tunesischer Fußballspieler
- Selim Çürükkaya (* 1954), kurdischer Schriftsteller und P.E.N.-Mitglied
- Selim Gündüz (* 1994), türkisch-deutscher Fußballspieler
- Selim Ilgaz (* 1995), französisch-türkischer Fußballspieler
- Mahmud Selim Imamoglu (* 1991), österreichisch-türkischer Fußballspieler
- Selim Lemström (1838–1904), finnischer Physiker
- Selim Muça († 2016), albanischer Großmufti
- Selim Özdoğan (* 1971), deutscher Schriftsteller türkischer Herkunft
- Selim Özer (* 1968), türkischer Fußballspieler und -trainer
- Selim Soydan (1941–2016), türkischer Fußballspieler
- Selim Tataroğlu (* 1972), türkischer Judoka
- Selim Teber (* 1981), deutscher Fußballspieler türkischer Abstammung
- Selim Yenel (* 1956), türkischer Diplomat

### Familienname Selim
- Josma Selim (1886–1929), österreichische Chansonette und Diseuse
- Nahed Selim (* 1953), ägyptische Autorin

## Orte
- Selim (Türkei), Ort in der Provinz Kars, Türkei

## Weitere Bedeutungen
- Selim (1802–1825), britisches Vollblut-Rennpferd und Zuchthengst